# Tragacete
Tragacete – gmina w Hiszpanii, w prowincji Cuenca, w Kastylii-La Mancha, o powierzchni 61,39 km². W 2011 roku gmina liczyła 316 mieszkańców.